# Youri Pimenov
Pour les articles homonymes, voir Pimenov.
Youri Pimenov, né le 26 novembre 1903 (9 décembre dans le calendrier grégorien) à Moscou et mort le 6 septembre 1977 dans la même ville, est un peintre russe.

## Biographie
Youri Pimenov nait en 1903 à Moscou. Il suit une formation aux beaux-arts dans les ateliers de Vkhoutemas, auprès de Sergueï Malioutine et Vladimir Favorski. Parallèlement il travaille comme dessinateur de presse pour plusieurs périodiques. Il est, en 1925, l'un des fondateurs de la Société des artistes de chevalet qui regroupe les anciens élèves de Vkhoutemas. Dirigée par David Schterenberg, elle se caractérise par la glorification de la réalité soviétique (industrialisation, sport, etc.) au moyen des techniques de l'expressionnisme européen moderne (elle sera dissoute en 1931)[réf. souhaitée]. 
Au début de sa carrière, Pimenov est fortement influencé par l'expressionnisme allemand, ce qui explique en grande partie l'acuité dramatique de ses meilleures peintures de ces années: Invalides de guerre (1926, Musée d'État russe), À nous l'industrie lourde (1927); Les soldats passent du côté de la révolution (1932; les deux sont dans la galerie Tretyakov). Au fil des années, il se tourne vers un impressionnisme renouvelé, avec plus de légèreté et de la lumière. Il s'illustre également comme scénographe et affichiste. On lui doit les décors du film Les Cosaques de Kouban d'Ivan Pyriev sorti en 1949, montrant un kolkhoze comme paradis de l'abondance alors que le monde rural soviétique connait des privations les plus sévères. En 1954, il fut élu membre correspondant et en 1962 - membre de l'Académie des arts de l'URSS.
On retrouve sa signature dans la lettre ouverte adressée à Léonid Brejnev par les vingt-cinq artistes soviétiques qui s'opposent à la réhabilitation de Joseph Staline la veille du XXIIIe congrès du PCUS en février 1966. 
Youri Pimenov meurt en 1977 dans sa ville natale et sera enterré au cimetière de Novodevitchi.

## Récompenses
- Ordre du Drapeau rouge du Travail : 1963
- Ordre de Lénine : 1967
- Prix Lénine : 1973
- prix Staline de 2e classe : 1947, pour la scénographie du spectacle Pour ceux qui sont en mer de Boris Lavreniov au théâtre Maly
- prix Staline de 2e classe : 1950, pour la scénographie du spectacle Une large steppe de Nikolaï Vinnikov